# Atomwaffenfreie Zone Mongolei
Im Jahr 1992 erklärte der damalige mongolische Präsident Punsalmaagiin Otschirbat, dass die Mongolei den Status einer atomwaffenfreien Zone anstrebe. Im selben Jahr verließen die letzten russischen Streitkräfte das Land und die Mongolei nahm die geänderte geopolitische Bedeutung des Landes zur Kenntnis, woraufhin der Präsident die Chance auf eine mongolische Neutralität erkannte.
Das Streben der Mongolei nach internationaler Anerkennung mündete in der UN-Resolution 53/77 D, in der die UN-Vollversammlung am 4. Dezember 1998 das Vorhaben begrüßte und es auf den Plan für das nächste Treffen setzte.
Am 28. Februar 2000 präsentierte der mongolische UN-Vertreter ein Schriftstück, in dem das mongolische Gesetz zum Verbot der Stationierung von Atomwaffen in der Mongolei festgehalten ist. Rechtlich ist die Grundlage der atomwaffenfreien Zone Mongolei ein einseitiges mongolisches Gesetz.
| Vertrag (von)                                                                         | Region                | Unterzeichner/ Ratifikation | Jahr Unterzeichnung/ in Kraft |
| ------------------------------------------------------------------------------------- | --------------------- | --------------------------- | ----------------------------- |
| Antarktisvertrag                                                                      | Antarktis             | 45/45                       | 1959/1961                     |
| Tlatelolco                                                                            | Lateinamerika/Karibik | 33/33                       | 1967/1968                     |
| Rarotonga                                                                             | Südpazifik            | 13/13                       | 1985/1986                     |
| Zwei-plus-Vier-Vertrag                                                                | ehem. DDR und Berlin  | 6/5*                        | 1990/1991                     |
| Atomwaffenfreie Zone Mongolei                                                         | Mongolei              | 1/1                         | 1992/2000                     |
| Bangkok                                                                               | Südostasien           | 10/10                       | 1995/1997                     |
| Pelindaba                                                                             | Afrika                | 53(54)/40                   | 1996/2009                     |
| Semei                                                                                 | Zentralasien          | 5/5                         | 2006/2009                     |
| * von allen noch existenten Vertragsparteien ratifiziert (die DDR bestand nicht mehr) |                       |                             |                               |